# Порошин, Александр Петрович
Александр Петрович Порошин (9 ноября 1915, Почитанка, Постниковское сельское поселение — 5 июня 1987, Тайга, Кемеровская область) — советский хозяйственный, государственный и политический деятель, Герой Социалистического Труда.

## Биография
Родился в 1915 году в селе Ново-Почитанка Мариинского уезда Томской губернии. Член КПСС.
С 1931 года — на хозяйственной, общественной и политической работе. В 1931—1970 гг. — помощник машиниста паровоза, машинист паровоза, красноармеец, участник советско-японской войны, машинист локомотивного депо Тайга Томской железной дороги.
Указом Президиума Верховного Совета СССР от 1 августа 1959 года присвоено звание Героя Социалистического Труда с вручением ордена Ленина и золотой медали «Серп и Молот».
Избирался депутатом Верховного Совета РСФСР 4-го созыва.
Делегат XXII съезда КПСС.
Умер в Тайге в 1987 году.